# 사라 아흐마드
사라 사미르 알사이드 무함마드 아흐마드(아랍어: سارة سمير السيد محمد أحمد,‎ 1998년 1월 1일~)는 이집트의 역도 선수이다. 2016년 하계 올림픽에서 여자 라이트헤비급 동메달, 2024년 하계 올림픽에서 여자 헤비급 은메달을 획득했으며 세계 선수권 대회에서 2회 우승을 달성했다.

## 개인사
오빠인 무함마드도 역도 선수로 활동했다.